# Dagoberto Fontes
Dagoberto Fontes (ur. 6 czerwca 1943 w Maldonado, zm. 4 maja 2024 tamże) – piłkarz urugwajski, napastnik. Wzrost 177 cm, waga 72 kg.
Jako piłkarz klubu Defensor Sporting wziął udział wraz z reprezentacją Urugwaju w finałach mistrzostw świata w 1970 roku, gdzie Urugwaj zdobył miano czwartej drużyny świata. Zagrał w czterech ostatnich meczach - ze Szwecją, ZSRR, Brazylią i Niemcami.
Nigdy nie zagrał w turnieju Copa América.
Od 21 maja 1968 do 20 czerwca 1970 Fontes rozegrał w reprezentacji Urugwaju 13 meczów.
Grał również w Kolumbii i w Meksyku (w klubie Tigres).
Po zakończeniu kariery piłkarskiej został trenerem (pracował m.in. w Meksyku w klubie Tigres).